# کیستووو
کیستووو (به لهستانی:  Kistowo) یک روستا در لهستان است که در گمینا سولنچنو واقع شده‌است.
 کیستووو  ۱۹۹ نفر جمعیت دارد.